# Çesk Zadeja
Çesk Zadeja, född den 8 juni 1927 i Shkodra i Albanien, död den 15 augusti 1997 i Rom i Italien, var en av Albaniens mest framstående kompositörer.
Zadeja studerade i Rom 1941-1943 och ledde en kör inom armén 1949-1951. Han studerade komposition i Moskva 1951-1956 och var direktör för statskonservatoriet i Tirana 1962-1965. Han var även direktör för Opera- och baletteatern i Tirana 1973-1979. Çesk Zadeja är upphovsman till ett hundratal musikverk, bland annat baletter, symfonier, kammarmusik och sånger, och har haft stor påverkan på många andra albanska kompositörer.
I musiktävlingen Kënga Magjike har Zadeja ett pris uppkallat efter sig som delas ut i finalen av tävlingen.